# Dyspteris vecinaria
Dyspteris vecinaria är en fjärilsart som beskrevs av William Schaus 1901. Dyspteris vecinaria ingår i släktet Dyspteris och familjen mätare. Inga underarter finns listade i Catalogue of Life.